# Gerry (film)
A Gerry egy 2002-es amerikai filmdráma, amelyet Gus Van Sant rendezett, és amelynek főszerepében Casey Affleck és Matt Damon látható, akik a film forgatókönyvét is írták Van Santtal együtt. A Gerry az első eleme a gyakran Halál trilógia néven emlegetett Van Sant-alkotásoknak az Elefánt és  Az utolsó napok című filmekkel kiegészülve.

## Érdekességek a filmről
A Gerry cselekményének központjában két túrázó áll, akik a személyes drámájuk során kezdik használni a nevet. Van Sant egy interjú során elmondta, hogy Damon Affleck és testvére, Ben már a címadás előtt megalkotta a becenevet.
A film cselekménye megegyezik a David Coughlin halálával végződő események sorával. Coughlint a barátja ölte meg, miután eltévedtek a Carlsbad Caverns Nemzeti Parkban.
A film stílusát nagyrészt a magyar rendező, Tarr Béla munkássága inspirálta, különösképpen a dokumentarista stílusjegyeivel. Van a filmben néhány közvetlen vizuális idézet Tarr Sátántangójából is. Tarr Béla munkája mellett a Tomb Raider videójátékot az, ami hatással volt a film készítőjére, mint mondta ő is úgy szakadt el a civilizációt jelképező játék zajától a forgatási idő alatt, ahogy a filmbéli karakterek a történetben. Van Sant egy forgatás utáni interjúban elmondta, hogy "bizonyos értelemben a Gerry Tarr Béla művészetének és a Tomb Raidernek az összeolvadása!"

## Cselekmény
A két jó barát – mindkettőjük neve Gerry – egy idegen országba indulnak túrázni, majd egy kietlen ösvényhez érve letérnek a fő csapásvonalról, majd rájönnek, hogy eltévedtek. Aznap éjjel tábortüzet raknak.
Az elkövetkező napok során a két túrázó a kietlen vadonban kóborol. Próbálnak ugyan valamiféle nyomot találni, de az élővilág legkisebb jelenlétét sem fedezik fel. A szituációban az egymással való viszonyuk is egyre feszültebbé, labilisabbá válik.
A többnapi éhínség és szomjúság, valamint a sivatagban való bolyongást követően a gyengébb állapotban lévő  – Casey Affleck karaktere – túrázót megfojtja társa – Matt Damon karaktere –, majd maga is összeesik a végkimerültségtől. 

## Forgatás
A filmet egy igaz történet ihlette, mikor két fiatal eltévedt a sivatagban és az egyik megölte a másikat. Van Sant úgy döntött, hogy nem keresi fel a történet eredeti túlélőjét, mint mondta, nem a megtörtént eseményeket akarta vászonra vinni, csupán  "inspirációként" tekintett rá. Van Sant emellett saját tapasztalataira és Chantal Akerman 1975-ben készült Jeanne Dielman, 1080 Brüsszel, Kereskedő utca 23. I-II. című filmjére támaszkodott. Kezdetben Van Sant tervezte, hogy a filmet digitális videóval vegyék fel, de Affleck meggyőzte, hogy használjanak 35 mm-es filmet. Később Van Sant úgy nyilatkozott, hogy miután ezt megtették, "minden megváltozott". Saját bevallása szerint ekkor nagyban Tarr Béla művészetéből merített ötletet.
A film figyelemre méltó a párbeszéd hiánya miatt, amolyan road movie. Kezdetben Van Sant azt gondolta, hogy "feltétlenül sok lélektani párbeszédre lesz szükségünk." Bár a felvétel során ez soha nem történt meg, Van Sant megjegyezte, hogy a csend a "mi verziónk".
Kezdetekben Van Sant Argentínában akarta forgatni a filmet, de ott a vártnál sokkal hidegebb volt, míg Jordániában az idő tájt nagy kockázata volt egy esetleges terrorcselekménynek. A stáb végül Kaliforniában telepedett le, és bár filmnek volt forgatókönyve, többször előfordult, hogy annak pontjait nem tartották be a forgatás alatt. A film Ken Kesey emlékére készült.